# 1952年最高裁判所裁判官国民審査
1952年最高裁判所裁判官国民審査（1952ねんさいこうさいばんしょさいばんかんこくみんしんさ）は、1952年（昭和27年）10月1日に第25回衆議院議員総選挙と共に執行された最高裁判所裁判官国民審査。

## 概要
5人の最高裁判所裁判官に対して国民審査が行われ、全員罷免しないとされた。投票率は72.21%であった。
「棄権の自由」は認められていないものの、この国民審査から「結果調」に総選挙と刻印審査に別々の投票者数と棄権者数が記録されるようになった。

## 審査対象者
法学者出身の穂積重遠は1951年（昭和26年）7月29日、国民審査を経ないまま死去。
| 氏名             | 任命年月日    | 学歴                   | 出身分野 | 指名内閣             |
| ---------------- | ------------- | ---------------------- | -------- | -------------------- |
| 田中耕太郎 1     | 1950年3月3日  | 東京帝国大学法科大学卒 | 法学者   | 第3次吉田内閣        |
| 谷村唯一郎       | 1951年4月12日 | 中央大学法律科卒       | 弁護士   | 第3次吉田内閣（1改） |
| 小林俊三         | 1951年10月5日 | 東京帝国大学法科大学卒 | 弁護士   | 第3次吉田内閣（2改） |
| 本村善太郎       | 1952年1月21日 | 京都帝国大学法科大学卒 | 弁護士   | 第3次吉田内閣（3改） |
| 入江俊郎         | 1952年8月30日 | 東京帝国大学法科大学卒 | 行政官   | 第3次吉田内閣（3改） |
| 1 最高裁判所長官 |               |                        |          |                      |

## 審査結果
| 裁判官     | 罷免を 可とする票 | 罷免を 可としない票 | 罷免を 可とする率 |
| ---------- | ----------------- | ------------------- | ----------------- |
| 谷村唯一郎 | 3,355,161         | 30,282,280          | 9.97%             |
| 入江俊郎   | 3,253,013         | 30,384,596          | 9.67%             |
| 田中耕太郎 | 2,731,667         | 30,902,931          | 8.12%             |
| 本村善太郎 | 3,024,928         | 30,616,126          | 8.99%             |
| 小林俊三   | 2,943,194         | 30,697,502          | 8.75%             |